# Pigeon domestique
Columba livia f. domestica · Pigeon commun
texte=Forme
Synonymes
- Columba domestica[1]
- Columba livia domestica Gmelin, 1789[1]
- Columba livia domestica[2]
- Columba livia rustica[1]
- Columba livia Gmelin, 1789 (préféré par NCBI)[2]

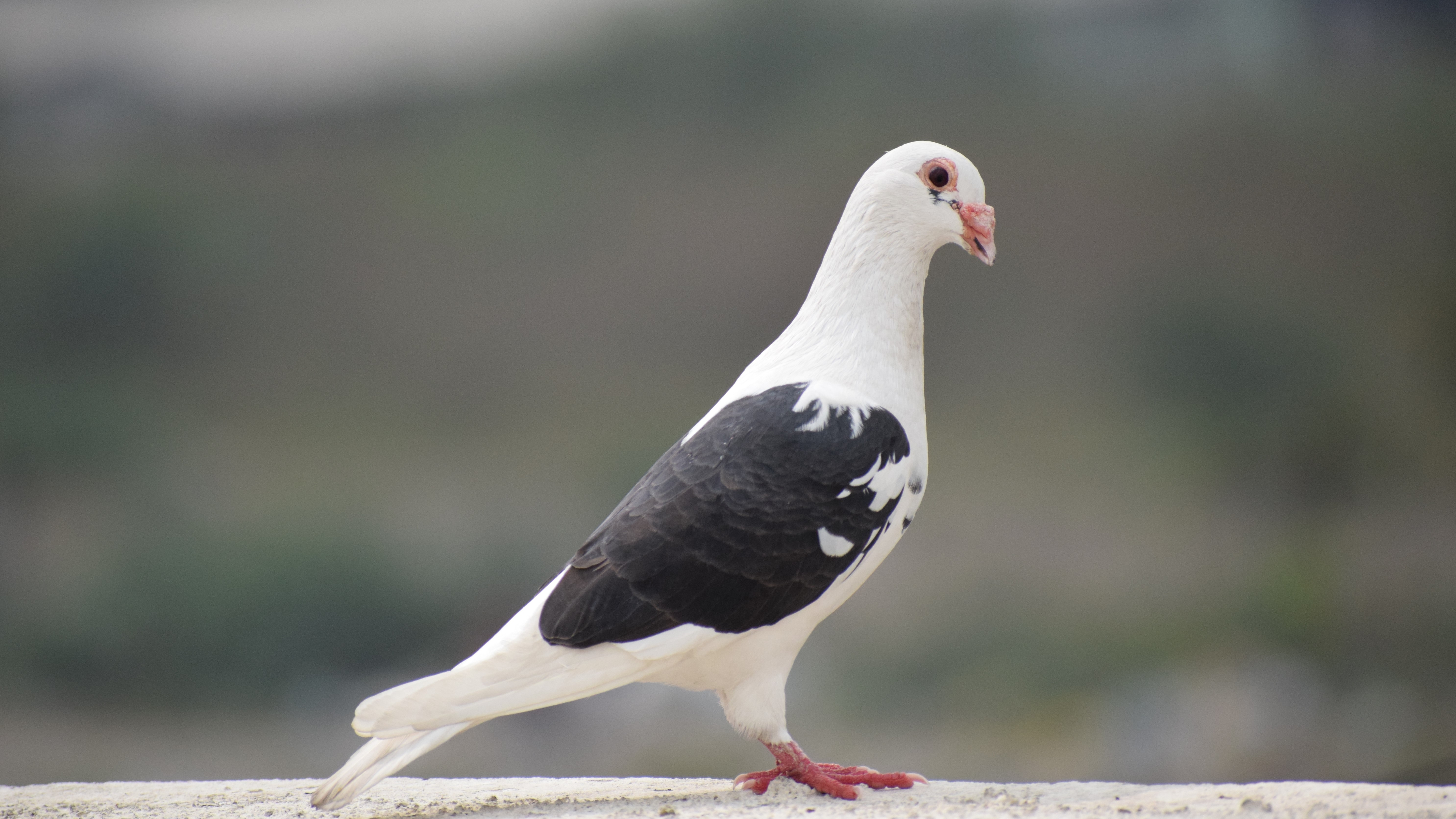
Communément observé en Inde

Le pigeon domestique (Columba livia f. domestica), est la forme domestique du pigeon biset (Columba livia). C'est le plus vieil oiseau domestique au monde. Les tablettes cunéiformes mésopotamiennes mentionnent la domestication des pigeons il y a plus de 5 000 ans, tout comme les hiéroglyphes égyptiens. Les recherches tendent à montrer que la domestication des pigeons a eu lieu il y a 10 000 ans.
Les pigeons ont apporté des contributions d'une importance considérable à l'humanité, particulièrement en temps de guerre où leurs capacités ont été mise à profit pour en faire des messagers efficaces. Les « pigeons de guerre » ont ainsi véhiculé des messages capitaux et certains ont même été décorés pour leurs services : par exemple la Croix de Guerre décernée à Cher Ami, ou la médaille Dickin décernée à GI Joe et Paddy, parmi 32 autres, décernées pour des services ayant sauvé des vies humaines.

## Reproduction
Les pigeons domestiques se reproduisent de la même manière que le pigeon sauvage. En général, les éleveurs sélectionnent des partenaires de reproduction. Le lait de jabot (ou lait de pigeon) sont produits par les parents mâles et femelles et peuvent parfois être remplacés par des substituts artificiels.
Les pigeons sont extrêmement protecteurs de leurs œufs et, dans certains cas, feront de grands efforts pour les protéger, voire pour se venger de ceux qui interfèrent avec leur processus de reproduction. Les bébés pigeons sont appelés pigeonneaux.

## Élevage de pigeons
Les pigeons sont élevés à différentes fins, auxquelles correspondent souvent des races spécialisées.

### Pour l'alimentation
Certains pigeons sont élevés pour la viande de pigeon récoltée sur de jeunes oiseaux, les pigeonneaux. Le pigeon atteint une grande taille dans le nid avant de prendre son envol et de quitter le nid, c'est à ce stade de son développement que l'oiseau est prisé pour sa chair. Pour la production commerciale de viande, des races de gros pigeons ont été développées par élevage sélectif.

### Pigeons voyageurs

Un pigeon voyageur.

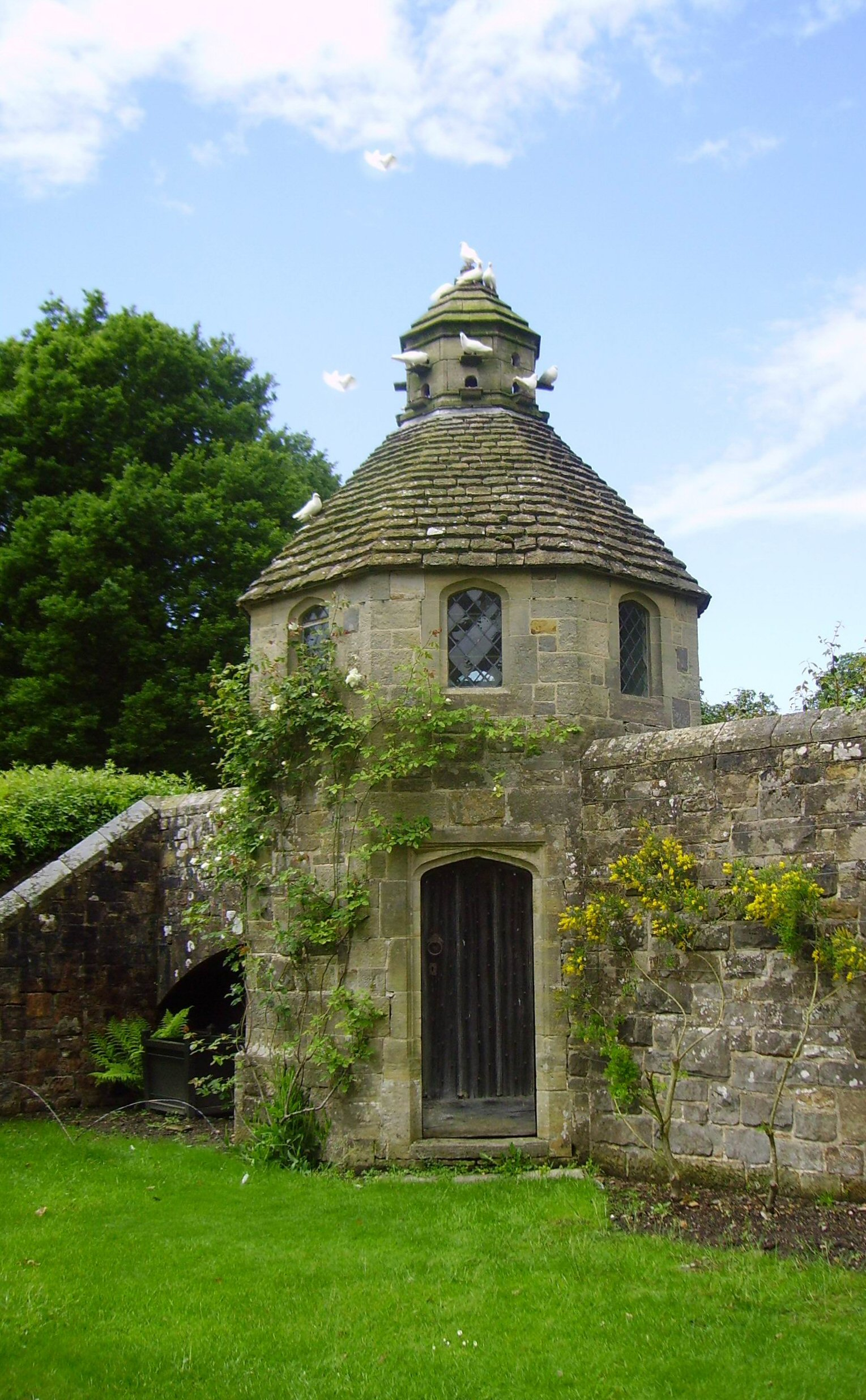
Pigeonnier à Nymans Gardens, West Sussex, Angleterre.

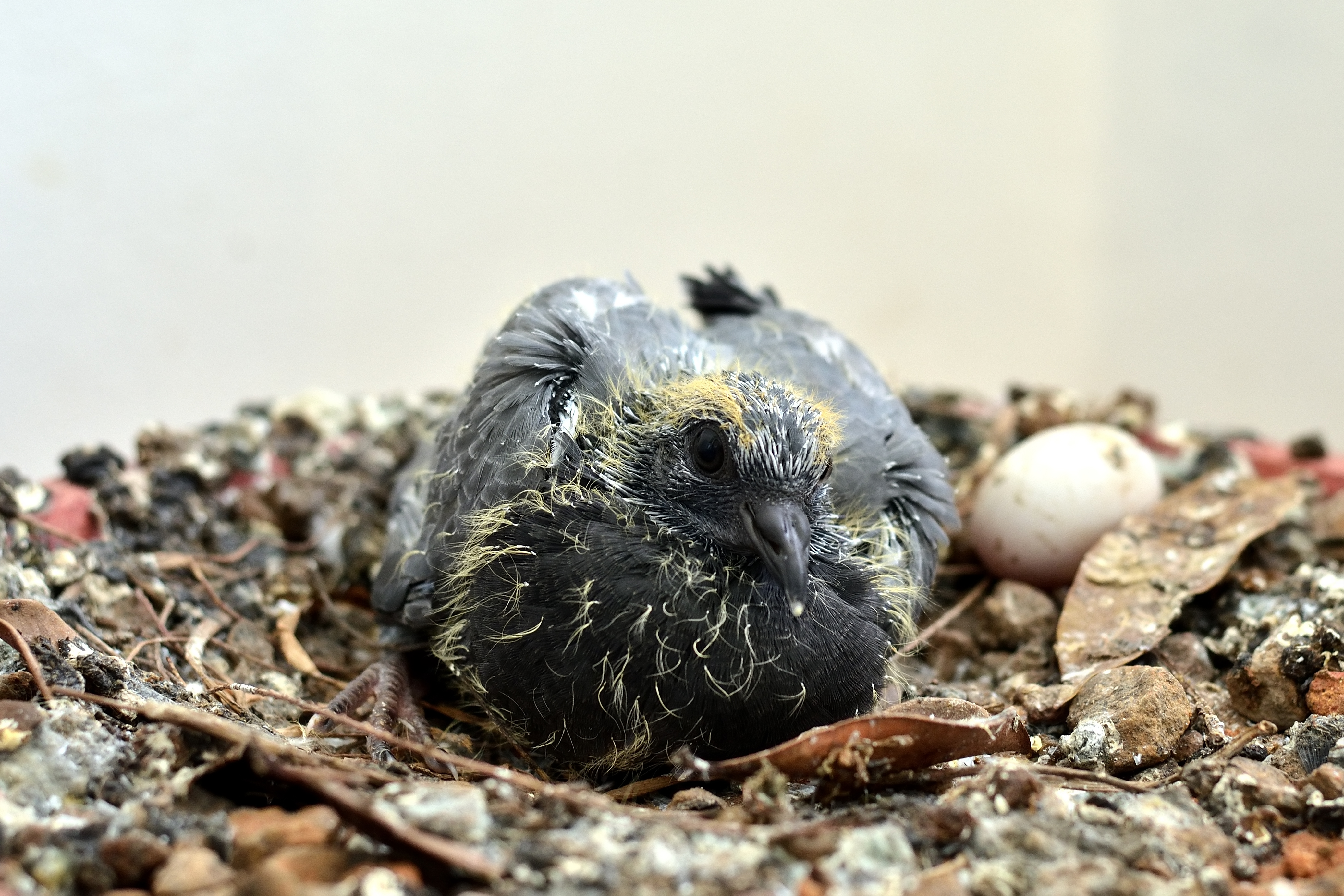
Un pigeon de 18 jours dans son nid et un œuf.

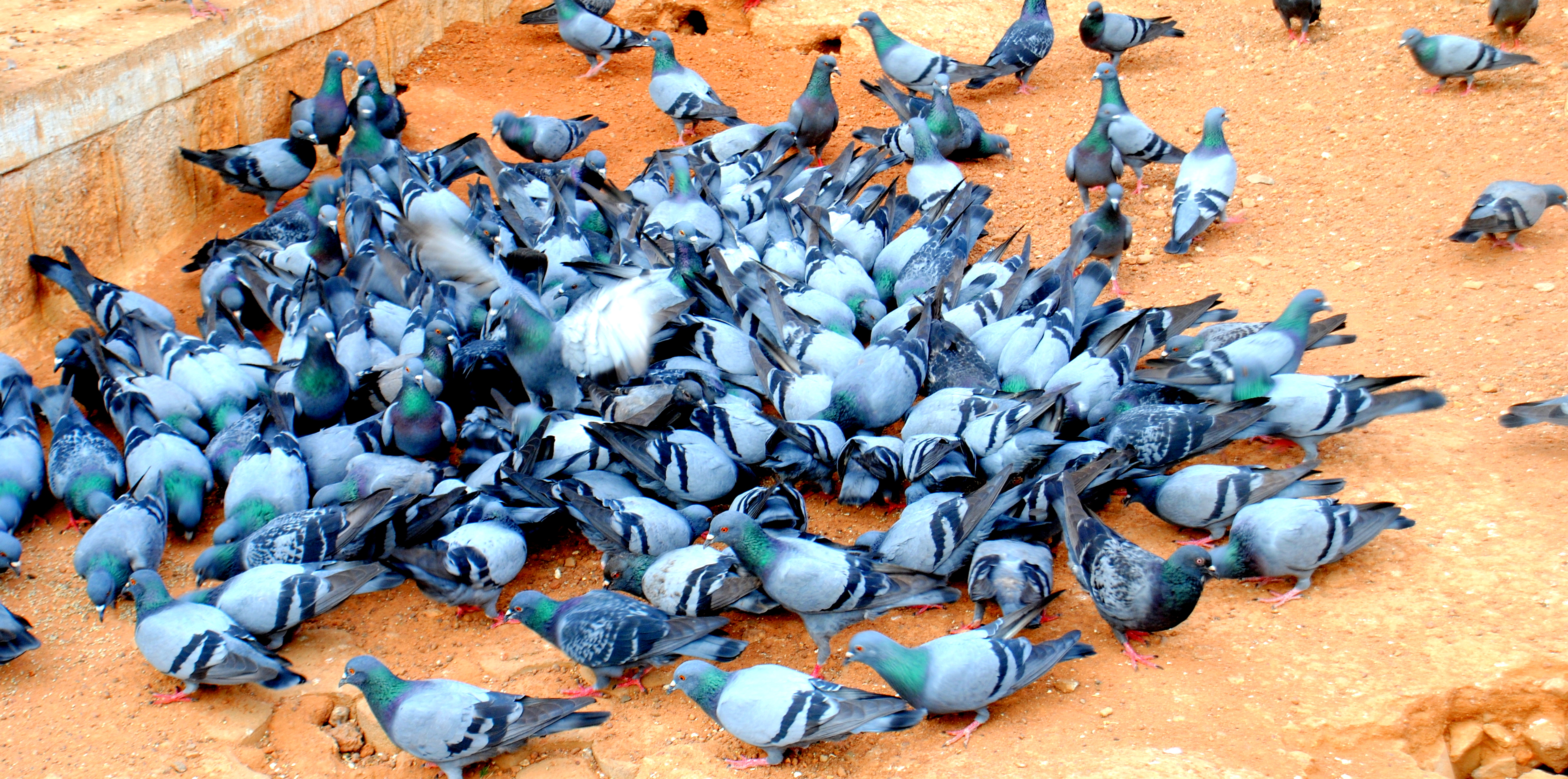
Groupe de pigeons.

Les pigeons domestiques entraînés peuvent retourner au pigeonnier d'origine s'ils sont relâchés dans un endroit qu'ils n'ont jamais visité auparavant et qui peut se trouver jusqu'à 1 000 km. Cette capacité d'un pigeon à rentrer chez lui depuis un endroit étranger nécessite deux types d'informations. Le premier, appelé « sens de la carte », est leur connaissance de leur situation géographique. Le second, « sens de la boussole », est le relèvement dont ils ont besoin pour voler de leur nouvel emplacement afin de rejoindre leur domicile. Cependant, ces deux sens répondent à un certain nombre d'indices différents dans différentes situations. La conception la plus populaire de la façon dont les pigeons sont capables de faire cela est qu'ils sont capables de détecter le champ magnétique terrestre ,, avec de minuscules tissus magnétiques dans leur tête ( Magnétoréception )[réf. nécessaire] . Une autre théorie est que les pigeons ont le sens de la boussole, qui utilise la position du soleil, avec une horloge interne, pour déterminer la direction. Cependant, des études ont montré que si des perturbations magnétiques ou des changements d'horloge perturbent ces sens, le pigeon peut toujours réussir à rentrer chez lui. La variabilité des effets des manipulations sur ces sens des pigeons indique qu'il y a plus d'un repère sur lequel la navigation est basée et que le sens de la carte semble reposer sur une comparaison des repères disponibles  des races spéciales de pigeons voyageurs, ont été développées par élevage sélectif pour véhiculer des messages, et ces variétés de pigeons sont toujours utilisés en colombophilie et dans des cérémonies comme le lâcher de la colombe blanche lors des mariages et des funérailles.
Les autres indices potentiels utilisés comprennent:
- L’utilisation d’une boussole solaire [9]
- Navigation nocturne par étoiles [10]
- Carte visuelle des points de repère [11],[12]
- Carte de navigation par infrasons [13]
- Boussole à lumière polarisée [14]
- Stimuli olfactifs [15]

voir: Navigation olfactive (en)

### Races d'exposition
Les colombiculteurs ont développé de nombreuses formes exotiques de pigeons. Ceux-ci sont généralement classés comme des pigeons de fantaisie. Les amateurs s'affrontent lors d'expositions ou de spectacles et les différentes formes ou races sont jugées selon une norme pour décider qui a le meilleur oiseau. Parmi ces races se trouvent les pigeons voyageurs anglais, une variété de pigeons avec des caroncules et une position unique, presque verticale (photos). Il existe de nombreuses races ornementales de pigeons, y compris la race "Duchesse", qui a pour caractéristique de premier plan des pattes entièrement recouvertes par une sorte d'éventail de plumes. Les pigeons à queue blanche sont également très ornementaux avec leurs plumes de queue en forme d'éventail.

### Compétitions aériennes et sportives
Les pigeons sont également élevés par des passionnés pour le plaisir des compétitions aériennes / sportives. Les races telles que les tipplers sont pilotées dans des concours d'endurance par leurs propriétaires.

### Pigeon siffleur
À Pékin sont élevés des pigeons siffleurs utilisés dans des spectacles d'acrobaties aériennes et sonores. Le son provient en fait des sifflets traditionnellement réalisés en bambou et attachés à leurs queues. Aujourd'hui, cette tradition millénaire recule avec la disparition des pigeonniers et des colombophiles passionnés (remplacés par quelques riches éleveurs professionnels installés dans les banlieues), conséquence de la destruction des anciens quartiers de la capitale à la suite de la spéculation immobilière.

## Sciences cognitives
Les pigeons domestiques sont également couramment utilisés dans les expériences de laboratoire en biologie, médecine et sciences cognitives.
Dans le projet Sea Hunt, un projet de recherche et de sauvetage de la garde côtière américaine dans les années 1970-80, les pigeons se sont révélés plus efficaces que les humains pour repérer les victimes d'épaves en mer. La recherche sur les pigeons est répandue, englobant la perception de la forme et de la texture, la mémoire des exemplaires et des prototypes, les concepts basés sur des catégories et associatifs, et d'autres non répertoriés ici (voir intelligence des pigeons (en)).

## Maladie liée aux pigeons

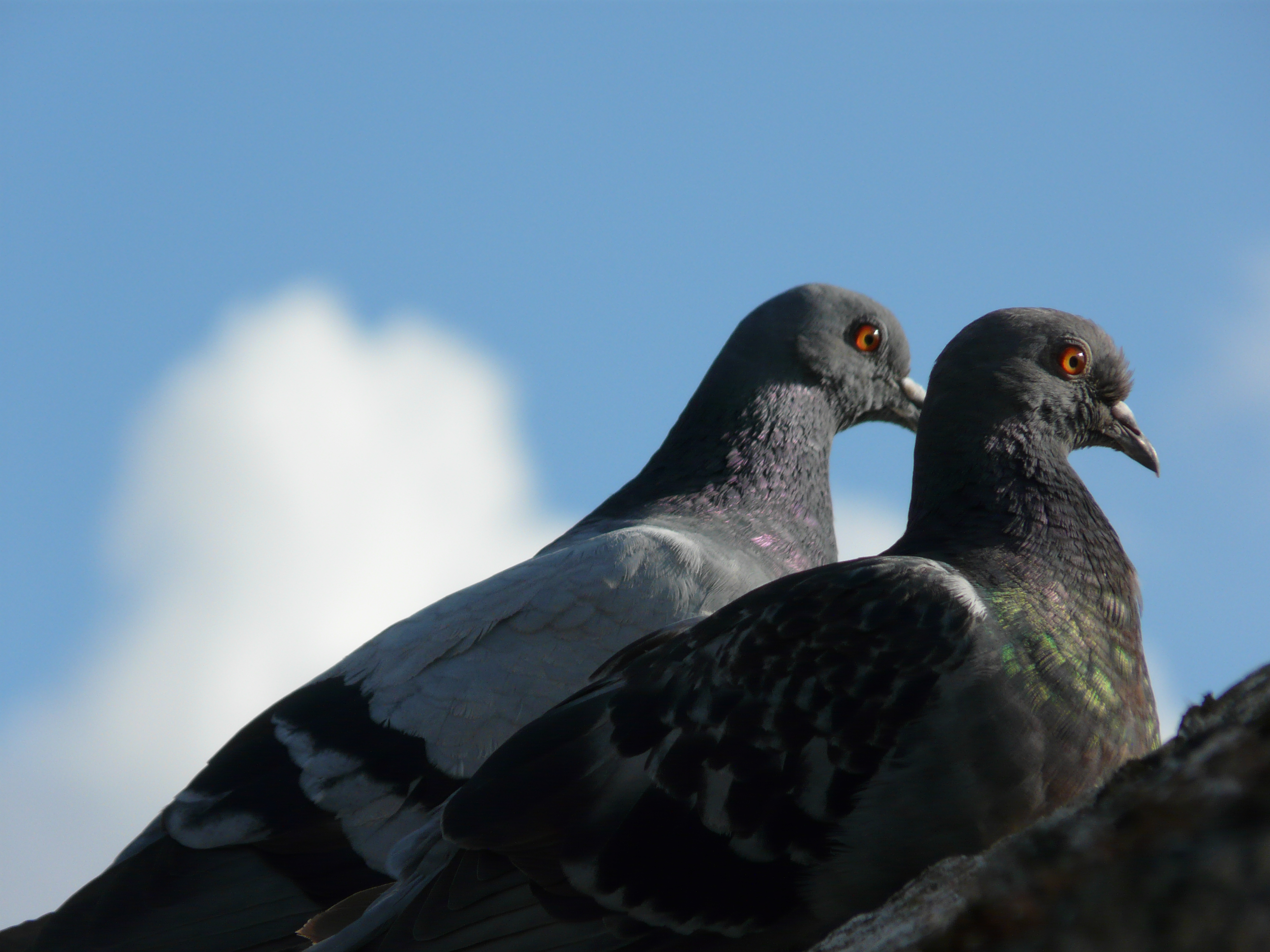
Couple de pigeons

Les éleveurs de pigeons souffrent parfois d'une maladie connue sous le nom de maladie des éleveurs d'oiseaux. Il s'agit d'une forme de pneumopathie d'hypersensibilité, causée par l'inhalation des protéines aviaires présentes dans les plumes et les excréments. Elle peut généralement être évitée en portant un masque filtrant. Les autres agents pathogènes principaux causant des maladies pulmonaires chez l'humain sont Chlamydophila psittaci (qui cause la psittacose), Histoplasma capsulatum (qui cause l'histoplasmose) ou encore Cryptococcus neoformans (qui cause la cryptococcose).

## Pigeons des villes
De nombreux oiseaux domestiques se sont échappés ou ont été relâchés au fil des siècles et ont donné naissance au pigeon des villes. Devenu pigeon du quotidien, celui-ci montre une grande variété de plumages différents, bien que certains ressemblent encore beaucoup à des pigeons bisets sauvages. La présence de phénotypes sauvages est en partie due au croisement avec des oiseaux sauvages.

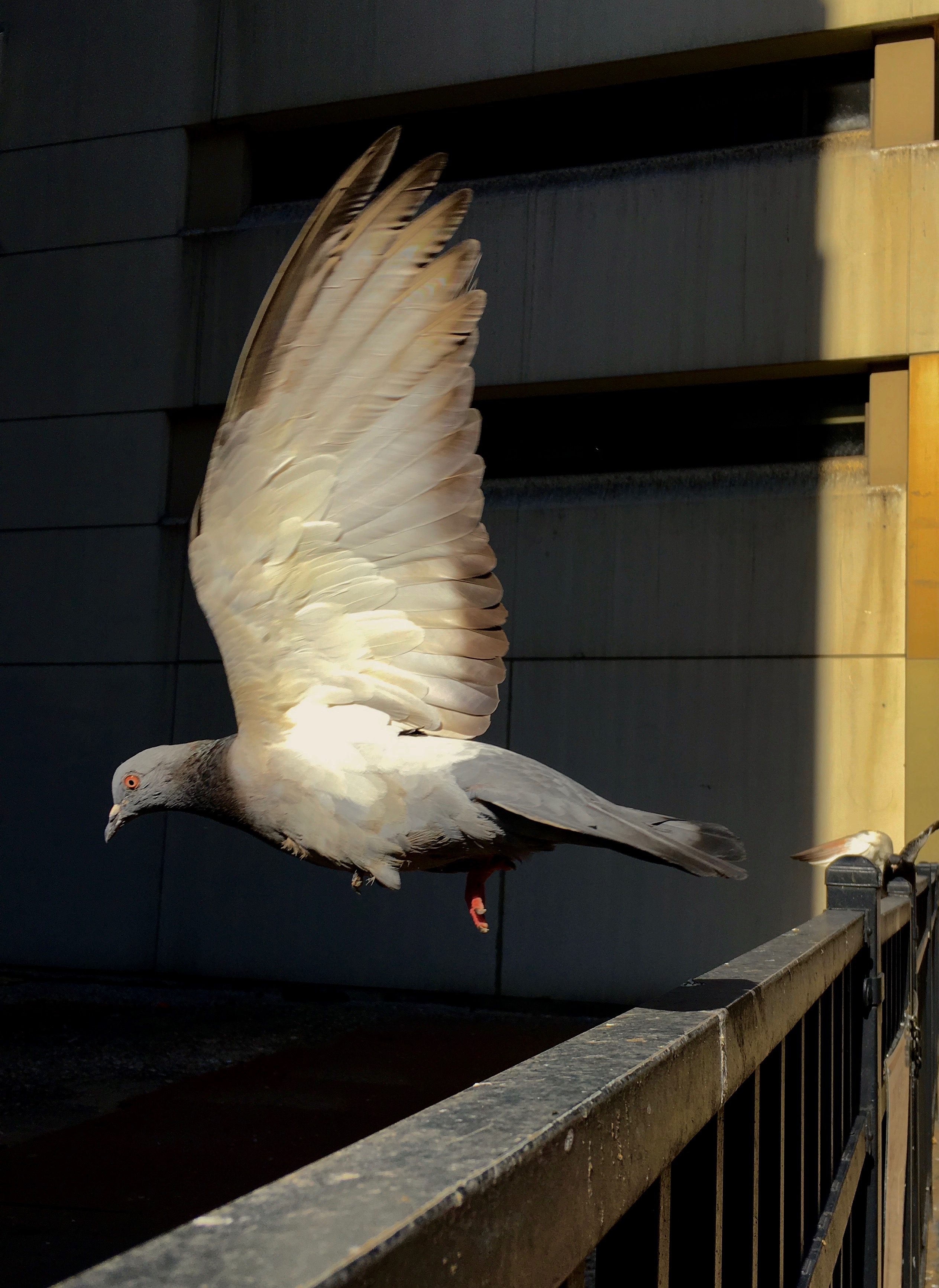
Columba livia domestica à Chicago en vol.
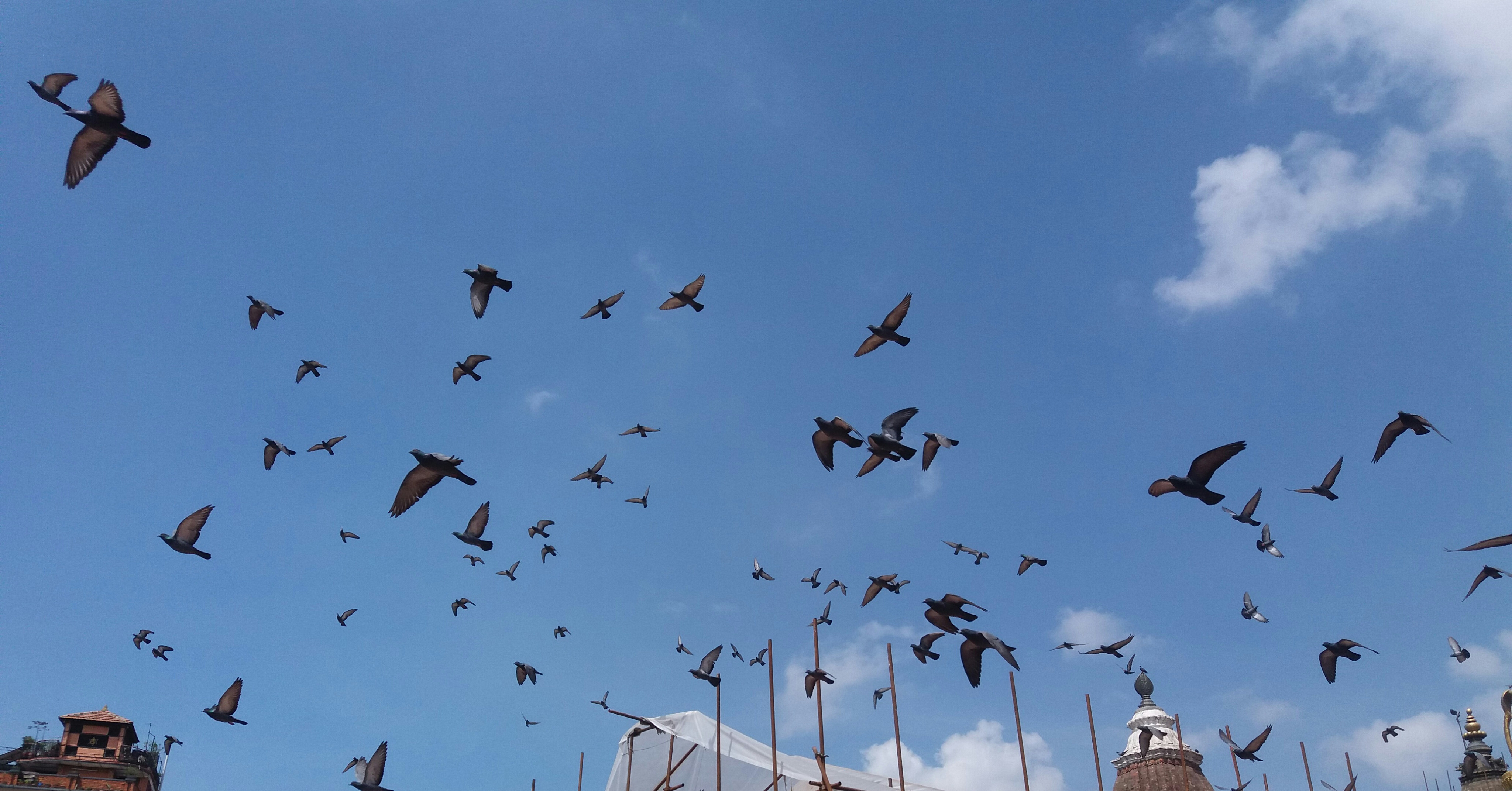
Pigeons en vol.
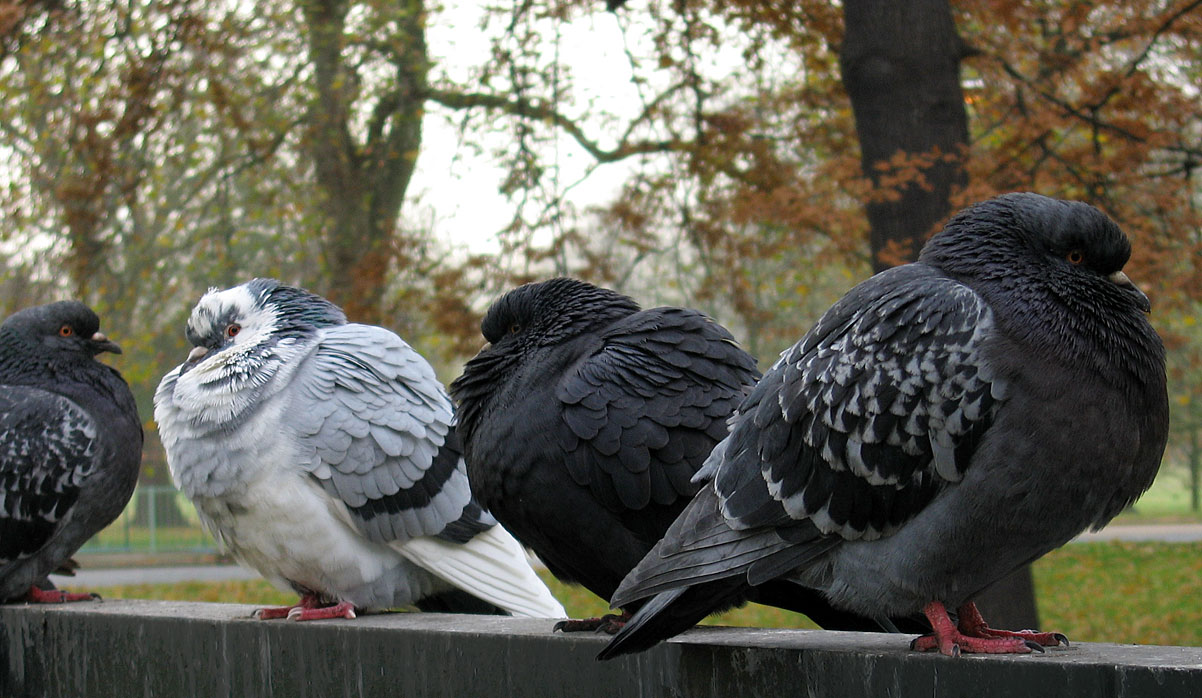
Les pigeons des villes présentent souvent une grande variations de plumage.
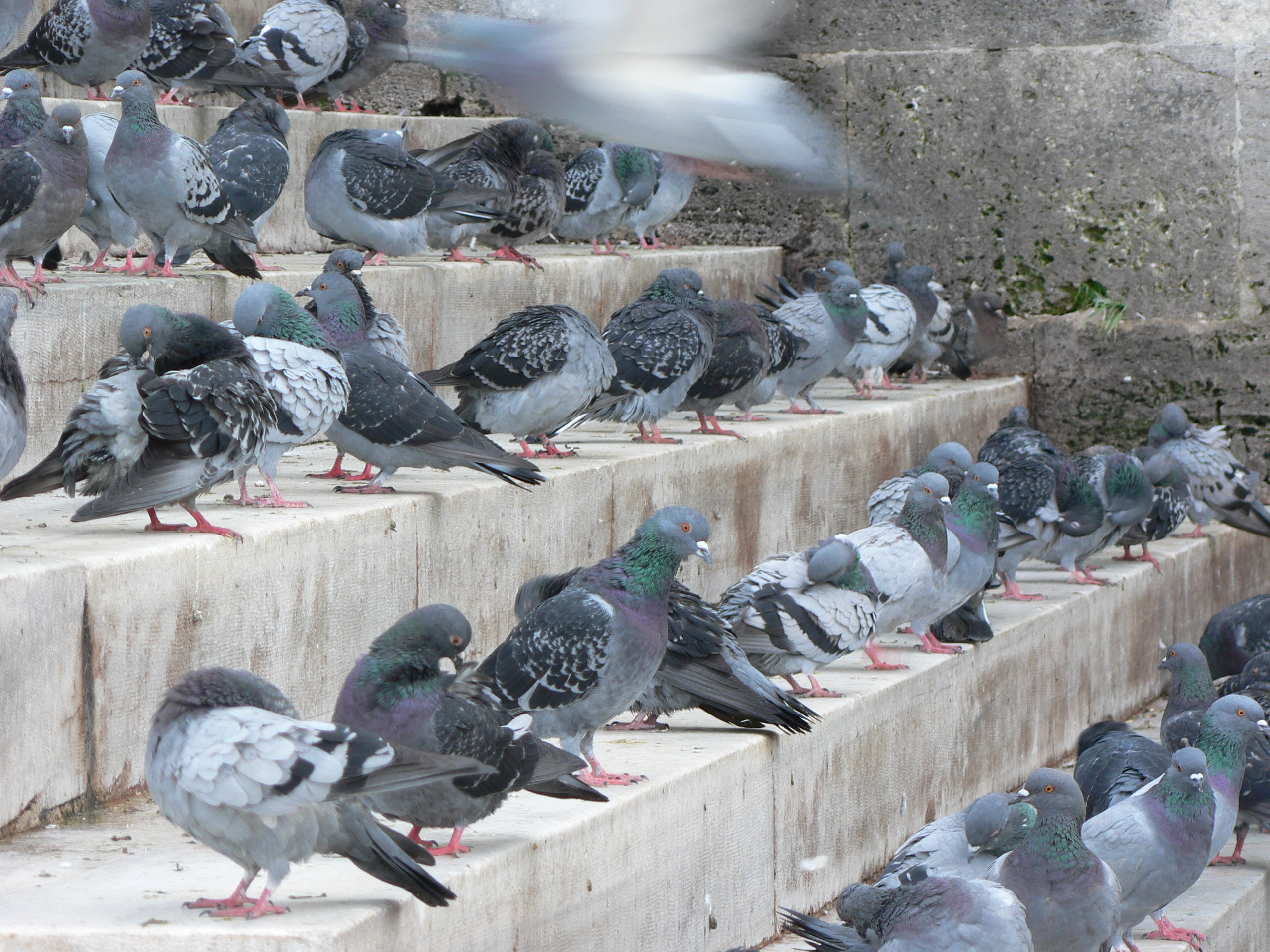
Variabilité du plumage.